# Al Adamson
Pour les articles homonymes, voir Adamson.
Al Adamson (né le 25 juillet 1929 à Hollywood, Californie et mort le 21 juin 1995, à Indio, Californie) est un acteur, réalisateur, scénariste et producteur américain.

## Biographie
Al Adamson, de son nom complet Albert Victor Adamson, est le fils de Victor Adamson, ancien champion de rodéo néo-zélandais, reconverti en cinéaste dans les années 1920. Enfant, Al apparait devant la caméra de son père, dans des rôles de figurant, puis dans les années 1950, tient un cabaret à Los Angeles (le "Mutiny"). Ce n'est qu'en 1961 qu'il se lance définitivement dans le monde du cinéma, en aidant son père, qui tente de réaliser son come back (Victor Adamson n'avait plus tourné de film depuis les années 1930). Al écrit le scénario du film, baptisé Halfway to Hell, et joue le rôle du méchant.
Si l'échec du film décourage le père, Al Adamson, de son côté, reprend le flambeau en réalisant son premier long métrage en 1965, Psycho a Go-Go (en). Al rencontre ensuite Samuel M. Sherman, distributeur indépendant. Les deux hommes sympathisent et fondent la société de production-distribution, Independant International Production.
Al Adamson réalise alors de nombreux films à petit budget entre 1965 et 1983. Le réalisateur, qui n'hésite pas à passer devant la caméra, s'entoure également de quelques acteurs qui tourneront régulièrement dans ses films : Regina Carrol, sa propre épouse, ainsi que John Carradine, Russ Tamblyn ou Lon Chaney Jr.
La transformation du marché du film dans les années 1980 (fermeture des salles de quartier, arrivée de la VHS, etc) va sonner le glas de l'aventure, et Al Adamson se tourne vers l'immobilier après son ultime film, en 1983.
Toutefois, la redécouverte de son œuvre dans les années 1990 par des amateurs de cinéma va lui donner l'envie de reprendre l'aventure cinématographique, et il commence à plancher sur un nouveau film. Ce dernier ne verra jamais le jour : Al est retrouvé mort en août 1995. C'est son frère, inquiet de ne plus avoir de nouvelles depuis plusieurs semaines, qui alertera les autorités. Le corps d'Al est retrouvé camouflé sous un jacuzzi cimenté à la hâte. Le cinéaste a été assassiné le 21 juin 1995 par l'entrepreneur chargé d'effectuer des travaux à son domicile, après qu'Al ait découvert des irrégularités dans ses factures. L'entrepreneur sera condamné à 25 ans de prison.
Al jouit d'une assez forte popularité aux États-Unis, où il est souvent comparé à Ed Wood, notamment à cause de sa passion pour les films qu'il réalise malgré son manque de talent.
À la demande d'Adamson, Sherman s'attellera à la tâche de la conservation et la restauration de ses films pour que les gens puissent continuer à les voir. Il fera également les commentaires audio des éditions DVD.

## Filmographie

### En tant que réalisateur
- 1961 : Halfway to Hell de Denver Dixon
- 1965 : Psycho a Go-Go (en)
- 1969 : Les Sadiques de Satan (en) (Satan's Sadists)
- 1969 : Les Amazones du désir (en) (The Female Bunch)
- 1969 : Blood of Dracula's Castle (en)
- 1970 : Hell's Bloody Devils (en)
- 1970 : Les monstres de la planète des singes (Horror of the Blood Monsters)
- 1970 : Le rescapé de la vallée de la mort (en) (Five Bloody Graves)
- 1971 : Dracula contre Frankenstein (Dracula vs. Frankenstein)
- 1972 : Brain of Blood (en)
- 1972 : Blood of Ghastly Horror (en)
- 1972 : Angels' Wild Women (en)
- 1974 : Les frères Dynamite (en)
- 1974 : Girls for Rent (en)
- 1975 : Naughty Stewardesses (en)
- 1975 : Jessi's Girls
- 1975 : Blazing Stewardesses (en)
- 1976 : Le Gang des tueurs (en) (Black Heat)
- 1977 : Black Samurai (en)
- 1977 : Cinderella 2000 (de)
- 1978 : Docteur Dracula (en) (Doctor Dracula)
- 1978 : Bikini commando (Sunset Cove)
- 1978 : Dimension de la mort (en) (Death Dimension)
- 1978 : Nurse Sherri (en)
- 1981 : Carnival Magic (en)
- 1983 : Lost (en)

### En tant que producteur
- 1961 : Halfway to Hell
- 1965 : Psycho a Go-Go (en)
- 1969 : Satan's Sadists (en)
- 1969 : Blood of Dracula's Castle (en)
- 1970 : Hell's Bloody Devils (en)
- 1970 : Les monstres de la planète des singes (Horror of the Blood Monsters)
- 1970 : Le rescapé de la vallée de la mort (en) (Five Bloody Graves)
- 1971 : Dracula contre Frankenstein (Dracula vs. Frankenstein)
- 1972 : Brain of Blood (en)
- 1972 : Blood of Ghastly Horror (en)
- 1975 : Jessi's Girls
- 1976 : Le Gang des tueurs (en) (Black Heat)
- 1977 : Cinderella 2000 (de)

### En tant que scénariste
- 1961 : Halfway to Hell
- 1972 : Blood of Ghastly Horror (en)
- 1972 : Angels' Wild Women (en)
- 1978 : Nurse Sherri (en)

### En tant qu'acteur
- 1961 : Halfway to Hell
- 1970 : Les Monstres de la planète des singes (Horror of the Blood Monsters)
- 1970 :Le rescapé de la vallée de la mort (en) (Five Bloody Graves)
- 1971 : Dracula contre Frankenstein (Dracula vs. Frankenstein)
- 1972 : Angels' Wild Women (en)
- 1976 : Le Gang des tueurs (en) (Black Heat)